# 拉利特普爾縣
拉利特普爾縣是印度的一個縣，位於該國北部，由北方邦負責管轄，面積5,039平方公里，識字率為64.95%，2011年人口1,218,002，人口密度每平方公里242人。

## 外部連結
- Lalitpur District On Bundelkhanddarshan.com
- Lalitpur district website （页面存档备份，存于）